# Guimerá
Guimerá (oficialmente y en catalán: Guimerà) es un municipio de España en la comarca de Urgel, provincia de Lérida, Comunidad autónoma de Cataluña, con una superficie de 25,8 km², una población de 341 habitantes (INE 2008) y una densidad de población de 13,22 hab/km².

## Símbolos
El escudo oficial actual de Guimerá se define por el siguiente blasón:
«Escudo losanjado: de argén, un medio vuelo bajado de gules acostado de 2 piñas de sinople. Por timbre una corona de conde.»
Fue aprobado el 18 de julio de 1991. La villa fue el centro de una baronía, concedida en 1359 a Francesc Alemany, que posteriormente pasó a los Castre-Pinós, los cuales fueron elevados a condes en 1599. El escudo muestra la corona de conde y dos señales parlantes cogidas de las armas de los señores de Guimerá: el ala de gules sobre campo de argén de los Alemany y las piñas de sinople de los Pinós. Actualmente, el condado de Guimerá pertenece a la Casa Ducal de Híjar.

## Lugares de interés
- Iglesia de Santa María
- Torre de vigía del castillo de Guimerá

## Geografía humana

### Demografía
Cuenta con una población de 246 habitantes (INE 2024).
| Gráfica de evolución demográfica de Guimerá entre 1842 y 2021 |
| |
| Población de derecho según los censos de población del INE Población de hecho según los censos de población del INEEn estos censos se denominaba Guimerá: 1842, 1857, 1860, 1877, 1887, 1897, 1900, 1910, 1920, 1930, 1940, 1950, 1960, 1970 y 1981 |

| 1497 | 1515 | 1553 | 1717 | 1787  | 1857 | 1877 | 1887 | 1900 |
| ---- | ---- | ---- | ---- | ----- | ---- | ---- | ---- | ---- |
| 91   | 103  | 128  | 444  | 1.246 | 1606 | 1488 | 1468 | 1394 |

| 1910 | 1920 | 1930 | 1940 | 1950 | 1960 | 1970 | 1981 | 1990 |
| ---- | ---- | ---- | ---- | ---- | ---- | ---- | ---- | ---- |
| 990  | 1425 | 1255 | 1155 | 1126 | 922  | 660  | 501  | 473  |

| 1992 | 1994 | 1996 | 1998 | 2000 | 2002 | 2004 | 2006 | — |
| ---- | ---- | ---- | ---- | ---- | ---- | ---- | ---- | - |
| 421  | 412  | 397  | 375  | 399  | 383  | 361  | 344  | — |